# Lavotchkine La-9
Le Lavotchkine La-9 (en russe : Лавочкин Ла-9) était un chasseur conçu et fabriqué par le bureau d'études (OKB) Lavotchkine en Union soviétique juste après la Seconde Guerre mondiale. Il fut engagé au combat par l'URSS durant la guerre de Corée, aux côtés de son successeur le La-11. Ce conflit ayant démontré la supériorité des avions à réaction sur les chasseurs à moteur à pistons, le La-9 et le La-11 seront les derniers chasseurs soviétiques à hélice. 